# A Madrinha Embriagada
A Madrinha Embriagada (no original em inglês: The Drowsy Chaperone) é um musical composto por Bob Martin e Don McKellar e música e letra de Lisa Lambert e Greg Morrison. O espetáculo é conhecido em todo o mundo e estreou em 1988, em Toronto, no Canadá, chegando à Broadway em Nova York em maio de 2006. De lá para cá já foi adaptado em diversos países entre eles Inglaterra, Austrália e Japão. No Brasil esteve em cartaz em São Paulo por onze meses, com apresentações de quarta a domingo, no Teatro Popular do SESI, sob direção de Miguel Falabella e com todos os ingressos distribuídos gratuitamente.

## Historia
The Drowsy Chaperone começou em 1997, quando McKellar, Lambert, Morrison e vários amigos criou uma paródia dos musicais antigos para a despedida de solteiro de Bob Martin e Janet van de Graaf . Em sua primeira encarnação, não havia nenhum homem da poltona, os estilos musicais variam de 1920 a 1940, e as piadas eram mais ousado. Quando o programa foi reformulado para o Toronto Fringe Festival , Martin tornou-se um co-escritor, criando Homem da poltrona para servir como um narrador / comentarista para a peça.
Após a encenação Fringe, Toronto o produtor de teatro comercial David Mirvish financiou uma produção expandiu-se a Toronto em 160 lugares, independente no Theatre Passe Muraille em 1999. Sucesso de bilheteria e avisos favoráveis levaram Mirvish em 2001 para financiar o desenvolvimento ea produção de uma versão em grande escala em 1000 lugares de Toronto Winter Garden Theatre . Durante a produção, Linda Intaschi, produtora associada de Mirvish Productions, convidou New York produtor Roy Miller para ver o musical. Miller viu potencial no show e ele comprou os direitos.
Com o ator canadense e arrecadador de fundos Paul Mack, Miller produziu uma leitura para em 5 de outubro de 2004 - e convidou o produtor da Broadway Kevin McCollum . A leitura capturado o interesse de McCollum e eventualmente resultou em Miller, McCollum e Bob Boyett, Stephanie McClelland, Barbara Freitag e Jill Furman comprometendo-se a produzir a peça. Um compromisso fora da cidade acompanhados no Teatro Ahmanson em Los Angeles (2005), e depois de alterações, The Drowsy Chaperone estreou na Broadway em 1 de Maio de 2006.

## Sinopse
A história começa nos dias atuais com um fã de musicais, denominado o “Homem da Poltrona”, ouvindo o disco, long play, de um espetáculo chamado “A Madrinha Embriagada”, em teoria, estreado em 1928. A história ganha vida no palco, com os atores revivendo essa trama.
“A Madrinha Embriagada” é um musical que brinca com os tempos dourados, narrados pelo “Homem da Poltrona”, personagem que questiona os musicais atuais e brinca com a própria tradução da peça homônima.
A história do disco trata de uma musa do teatro, Jane Valadão, que vai deixar os palcos para se casar com o empresário Roberto Marcos. Como costume da época, uma madrinha é contratada para cuidar da noiva antes do casamento, nesse caso, Jane é sempre acompanhada por sua madrinha embriagada.
O dono do teatro, Sr. Iglesias, e outros personagens não querem que esse casamento aconteça. Com a ajuda da corista sem talento, Eva, Iglesias contrata um amante argentino, Aldolpho, para atrapalhar essa união.
Espiões disfarçados de padeiros portugueses, uma aviadora, Dôra, Dona Francisca Jaffet e seu mordomo e o amigo do noivo são os personagens reunidos no cenário da peça, uma mansão.

## Produções
| Ano  | Teatro                           | cidade         | País           |
| ---- | -------------------------------- | -------------- | -------------- |
| 1998 | The Rivoli                       | Toronto        | Canadá         |
| 1999 | Toronto Fringe Festival          | Toronto        | Canadá         |
| 1999 | Theatre Passe Muraille           | Toronto        | Canadá         |
| 2001 | Elgin and Winter Garden Theatres | Toronto        | Canadá         |
| 2005 | Ahmanson Theatre                 | Los Angeles    | Estados Unidos |
| 2006 | Broadway                         | Nova York      | Estados Unidos |
| 2007 | West End theatre                 | Londres        | Inglaterra     |
| 2008 | Broadway Tour                    | varias cidades | Estados Unidos |
| 2009 | Sem informações                  | Tóquio         | Japão          |
| 2009 | National Tour                    | varias cidades | Estados Unidos |
| 2010 | Ogunquit Playhouse               | Maine          | Estados Unidos |
| 2010 | Melbourne Theatre Company        | Melbourne      | Austrália      |
| 2013 | Teatro Popular do SESI           | São Paulo      | Brasil         |
| 2013 | Sem Informações                  | Fredericia     | Dinamarca      |

## Elenco
| Personagem           | Versão em Português   | Canadá          | Estados Unidos       | Inglaterra        | Austrália        | Brasil                               |
| -------------------- | --------------------- | --------------- | -------------------- | ----------------- | ---------------- | ------------------------------------ |
| Man In Chair         | Homem da Poltrona     | -               | Bob Martin           | Bob Martin        | Geoffrey Rush    | Ivan Parente                         |
| The Drowsy Chaperone | Madrinha Embriagada   | Lisa Lambert    | Beth Leavel          | Elaine Paige      | Rhonda Burchmore | Stella Miranda / Paula Capovilla     |
| Janet van de Graaff  | Jane Valadão          | Jenn Robertson  | Sutton Foster        | Summer Strallen   | Christie Whelan  | Sara Sarres                          |
| Robert Martin        | Roberto Marcos        | John Mitchell   | Troy Britton Johnson | John Partridge    | Alex Rathgeber   | Frederico Reuter                     |
| George               | Jorge                 | Steve Morell    | Eddie Korbich        | Sean Kingsley     | Rohan Browne     | Fernando Rocha / Elton Towersey      |
| Aldolpho             | Aldolpho              | Don McKellar    | Danny Burstein       | Joseph Alessi     | Adam Murphy      | Cleto Baccic                         |
| Mrs. Tottendale      | Mme. Francisca Jaffet | Teresa Pavlinek | Georgia Engel        | Anne Rogers       | Robyn Nevin      | Ivanna Domenico                      |
| Underling            | Agildo                | Scott Anderson  | Edward Hibbert       | Nickolas Grace    | Richard Piper    | Edgar Bustamante                     |
| Kitty                | Eva                   | Jennifer Irwin  | Jennifer Smith       | Selina Chilton    | Heidi Arena      | Kiara Sasso                          |
| Feldzieg             | Sr. Iglesias          | Matt Watts      | Lenny Wolpe          | Nick Holder       | Shane Jacobson   | Saulo Vasconcelos                    |
| Gângster 1           | Padeiro 1             | Jack Mosshammer | Jason Kravits        | Adam Stafford     | Karlis Zaid      | Rafael Machado                       |
| Gângster 2           | Padeiro 2             | Doug Morency    | Garth Kravits        | Cameron Jack      | Grant Piro       | Daniel Monteiro                      |
| Trix                 | Dora, a Aviadora      | Jennifer Whalen | Kecia Lewis-Evans    | Enyonam Gbesemete | Zahra Newman     | Adriana Capparelli / Andrezza Massei |

## Prêmios e Indicações
Produção do  Canadá
| Ano  | Prêmio                 | Categoria               | Indicado            | Resultado |
| ---- | ---------------------- | ----------------------- | ------------------- | --------- |
| 2008 | Laurence Olivier Award | Melhor Musical novo     | Melhor Musical novo | Indicado  |
| 2008 | Laurence Olivier Award | Melhor ator em musial   | Bob Martin          | Indicado  |
| 2008 | Laurence Olivier Award | Melhor atriz em musical | Summer Strallen     | Indicado  |
| 2008 | Laurence Olivier Award | Melhor Coreógrafo       | Casey Nicholaw      | Indicado  |
| 2008 | Laurence Olivier Award | Melhor Figurino         | Gregg Barnes        | Indicado  |

Produção dos  Estados Unidos
| Ano  | Prêmio              | Categoria                                | Indicado                       | Resultado |
| ---- | ------------------- | ---------------------------------------- | ------------------------------ | --------- |
| 2006 | Tony Award          | Melhor Musical                           | Melhor Musical                 | Indicado  |
| 2006 | Tony Award          | Melhor Roteiro de um Musical             | Bob Martin e Don McKellar      | Venceu    |
| 2006 | Tony Award          | Melhor Trilha Sonora Original            | Lisa Lambert e Greg Morrison   | Venceu    |
| 2006 | Tony Award          | Melhor Ator Principal em um Musical      | Bob Martin                     | Indicado  |
| 2006 | Tony Award          | Melhor Atriz Principal em um Musical     | Sutton Foster                  | Indicado  |
| 2006 | Tony Award          | Melhor Ator em um Musical                | Danny Burstein                 | Indicado  |
| 2006 | Tony Award          | Melhor Atriz Principal em um Musical     | Beth Leavel                    | Venceu    |
| 2006 | Tony Award          | Melhor Direção de um Musical             | Casey Nicholaw                 | Indicado  |
| 2006 | Tony Award          | Melhor Coreografia                       | Casey Nicholaw                 | Indicado  |
| 2006 | Tony Award          | Melhores orquestrações                   | Larry Blank                    | Indicado  |
| 2006 | Tony Award          | Melhor Cenografia                        | David Gallo                    | Venceu    |
| 2006 | Tony Award          | Melhor Figurino                          | Gregg Barnes                   | Venceu    |
| 2006 | Tony Award          | Melhor Design de Iluminação              | Ken Billington e Brian Monahan | Indicado  |
| 2006 | Drama Desk Award    | Outstanding Musical                      | Outstanding Musical            | Venceu    |
| 2006 | Drama Desk Award    | Melhor Roteiro de um Musical             | Bob Martin e Don McKellar      | Venceu    |
| 2006 | Drama Desk Award    | Melhor Ator em Musical                   | Bob Martin                     | Indicado  |
| 2006 | Drama Desk Award    | Melhor Atriz em Musical                  | Sutton Foster                  | Indicado  |
| 2006 | Drama Desk Award    | Ator Destaque proeminente em um Musical  | Eddie Korbich                  | Indicado  |
| 2006 | Drama Desk Award    | Atriz destaque proeminente em um Musical | Beth Leavel                    | Venceu    |
| 2006 | Drama Desk Award    | Melhor Diretor de Musical                | Casey Nicholaw                 | Indicado  |
| 2006 | Drama Desk Award    | Melhor Coreografia                       | Casey Nicholaw                 | Indicado  |
| 2006 | Drama Desk Award    | Letras em Circulação                     | Lisa Lambert e Greg Morrison   | Venceu    |
| 2006 | Drama Desk Award    | Melhor Música                            | Lisa Lambert e Greg Morrison   | Venceu    |
| 2006 | Drama Desk Award    | Melhores orquestrações                   | Larry Blank                    | Indicado  |
| 2006 | Drama Desk Award    | Melhor Cenografia                        | David Gallo                    | Venceu    |
| 2006 | Drama Desk Award    | Melhor Figurino                          | Gregg Barnes                   | Venceu    |
| 2006 | Drama Desk Award    | Outstanding Sound Design                 | Acme Sound Partners            | Indicado  |
| 2006 | Theatre World Award | Theatre World Award                      | Bob Martin                     | Venceu    |

Produção do  Brasil
| Ano  | Prêmio                   | Categoria                       | Indicado              | Resultado |
| ---- | ------------------------ | ------------------------------- | --------------------- | --------- |
| 2013 | Aplauso Brasil de Teatro | Melhor Espetáculo Musical       | A Madrinha Embriagada | Venceu    |
| 2013 | APCA                     | Melhor Peça                     | A Madrinha Embriagada | Indicado  |
| 2014 | Prêmio Bibi Ferreira     | Melhor Musical                  | A Madrinha Embriagada | Indicado  |
| 2014 | Prêmio Bibi Ferreira     | Melhor Musical por Voto Popular | A Madrinha Embriagada | Venceu    |
| 2014 | Prêmio Bibi Ferreira     | Melhor Diretor                  | Miguel Falabella      | Indicado  |
| 2014 | Prêmio Bibi Ferreira     | Melhor Diretor Musical          | Carlos Bauzys         | Indicado  |
| 2014 | Prêmio Bibi Ferreira     | Melhor Ator                     | Ivan Parente          | Indicado  |
| 2014 | Prêmio Bibi Ferreira     | Melhor Atriz                    | Sara Sarres           | Indicado  |
| 2014 | Prêmio Bibi Ferreira     | Melhor Atriz Coadjuvante        | Kiara Sasso           | Venceu    |
| 2014 | Prêmio Bibi Ferreira     | Melhor Figurino                 | Fause Haten           | Venceu    |
| 2014 | Prêmio Bibi Ferreira     | Melhor Design de Som            | Gabriel D’Angelo      | Venceu    |
| 2014 | Prêmio Bibi Ferreira     | Melhor Versão                   | Miguel Falabella      | Indicado  |
| 2014 | Prêmio Bibi Ferreira     | Melhor Coreografia              | Katia Barros          | Indicado  |
| 2014 | Prêmio Cenym             | Melhor Adaptação Brasileira     | Miguel Falabella      | Venceu    |

### Produção brasileira
A produção brasileira teve sua temporada de de agosto de 2013 a junho de 2014, no Teatro Sesi em São Paulo. Produzida pelo Atelier de Cultura, adaptada e dirigida por Miguel Falabella. O elenco de 25 atores era encabeçado por Stella Miranda (como A Madrinha), Sara Sarres (como Jane Valadão) e Ivan Parente (como O Homem da Poltrona). O Espetáculo teve 325 sessões gratuitas e foi visto por mais de 150 mil espectadores.